# Cantón de Villeneuve-d'Ascq-Sur
El cantón de Villeneuve-d'Ascq-Sur era una división administrativa francesa, que estaba situada en el departamento de Norte y la región de Norte-Paso de Calais.

## Composición
El cantón estaba formado por una fracción de la comuna que le daba su nombre:
- Villeneuve-d'Ascq (fracción)

## Supresión del cantón de Villeneuve-d'Ascq-Sur
En aplicación del Decreto nº 2014-167 de 17 de febrero de 2014, el cantón de Villeneuve-d'Ascq-Sur fue suprimido el 22 de marzo de 2015 y su fracción de comuna pasó a formar parte del nuevo cantón de Villeneuve-d'Ascq.